# Gustav Traub
Gustav Traub (* 23. Dezember 1885 in Lahr/Schwarzwald; † 16. Mai 1955 in St. Märgen) war ein deutscher Maler und Grafiker.

## Leben und Werk
Gustav Traub malte bereits mit zwölf Jahren die Burgheimer Kirche in Wasserfarben und erlernte später das Handwerk des Malermeisters. Nach dem Besuch der Kunstgewerbeschule Karlsruhe lebte er für zwei Jahre in Paris. Danach arbeitete und lebte er in München, wo er sein Repertoire an Landschaftsbildern um Oberbayern ergänzte sowie Rötelzeichnungen und eine Vielzahl von Buchillustrationen anfertigte. So schuf er für die Jahrgänge 1912 bis 1920 der Satirezeitschrift Meggendorfer-Blätter mindestens 493 Illustrationen. Zudem illustrierte er die Jahrgänge 1919 bis 1943 der Fliegenden Blätter. Auch die Mappenwerke zu Gottfried Kellers Sieben Legenden (1920) und Stille Zeiten (1921) stammen aus seiner Hand, ebenso wie die Illustrationen im Gedichtband Tu’ ab den Staub der Straße von Stefan Peuchel.

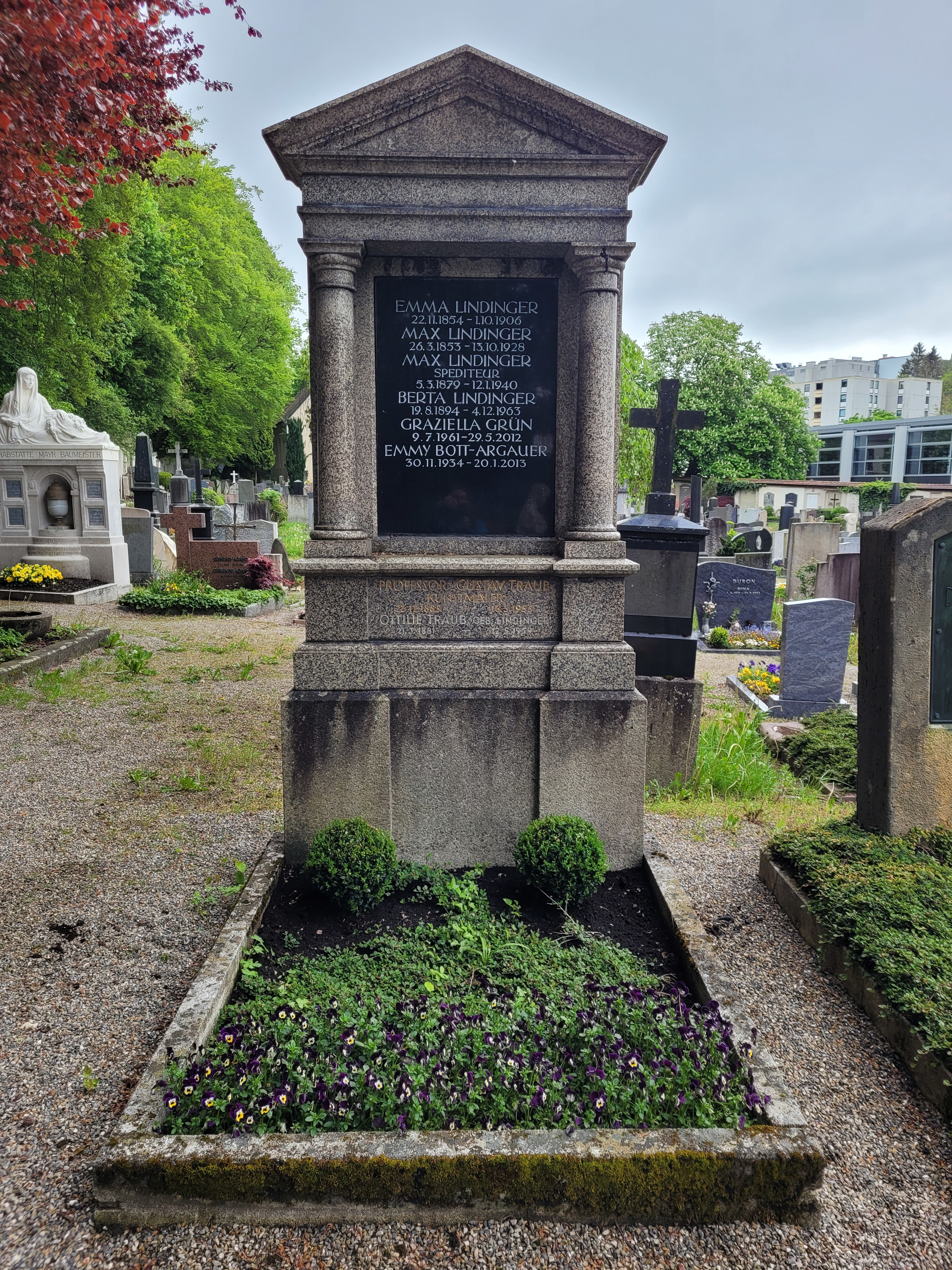
Grabstätte von Gustav Traub im Familiengrab Lindinger auf dem Evangelischen Friedhof in Kempten

In seiner Arbeit als Grafiker wurde Traub von Ferdinand Staeger stilistisch beeinflusst, mit dem er befreundet war. Ebenso wie dieser schuf auch Traub gelegentlich Exlibris. Der Kunstkritiker Richard Braungart bezeichnete Traub in seinem 1922 erschienenen Werk Das moderne deutsche Gebrauchs-Exlibris als einen jener Künstler, deren Schwerpunkt zwar nicht auf der Exlibrisproduktion lag, der aber „gelegentlich auch Gebrauchsexlibris geschaffen hat, die nicht mit dem Durchschnitt verglichen werden können“. Zwei von Traub geschaffene Exlibris sind in Braungarts Buch abgebildet.
Er nahm an Ausstellungen im Münchner Glaspalast sowie mit zwanzig Landschaftsbildern an der Großen Deutschen Kunstausstellungen von 1937 bis 1944 teil.
Am 20. April 1939, dem Geburtstag Hitlers, wurde Traub der Professorentitel verliehen. Hitler hatte bereits einige Bilder Traubs nach einer Ausstellung im Haus der deutschen Kunst erworben. Im selben Jahr fand in Lahr eine Gesamtausstellung von bis dahin geschaffenen Werken des Künstlers statt. Traub war Schriftführer im Bund zeichnender Künstler sowie Mitglied der Münchner Künstlergenossenschaft. Traub war Musikliebhaber, betätigte sich auch als Schriftsteller und schrieb Anekdoten aus seiner Jugend.
Im Sommer 1940 übernachtete Traub während eines Urlaubs im Hotel Goldene Krone zu St. Märgen, wo er die Bekanntschaft mit dem Schwarzwaldmaler Karl Hauptmann machte. Er richtete sich 1941 in St. Märgen ein Atelier ein, nachdem er und seine Frau in München ihre komplette Habe verloren hatten. Dort malte Traub häufig auf Pressspanplatten, da diese damals leicht zu beschaffen waren. 
In seinem Atelier im Dachgeschoss der Wagensteigstraße 4 in St. Märgen starb Gustav Traub am 16. Mai 1955 im Alter von 69 Jahren. Er fand seine letzte Ruhestätte auf dem Evangelischen Friedhof unter der Burghalde in Kempten im Allgäu im Familiengrab der Eltern seiner Ehefrau Ottilie Lindinger (1881–1959), die aus Kempten stammte.

## Rezeption
Traubs Schwarzwaldlandschaften erinnern an den Bernauer Maler Hans Thoma, dem ein Bild Alt-Breisachs gefiel. Edgar Schindler vergleicht ihn zudem mit Albert Welti, Ludwig Richter, Moritz von Schwind und erkennt in seinen Werken eine Prägung durch die „oberrheinische Gothik“. Weiterhin attestiert er seinen Grafiken, die in die Tausende gehen, einen „zart rinnenden Strich und eine muntere Bewegtheit“ und bezeichnet sie als „voller froh-weher Einfälle“.

„Hat eine Fülle von leicht archaisierender, phantasievoller Gebrauchskleingraphik (Exlibris, Tischkarten usw.) geschaffen.“

Zu Traubs 125. Geburtstag fand von Mai bis Dezember 2010 im Klostermuseum St. Märgen eine Ausstellung mit seinen Werken statt. Zudem befinden sich im Hotel Hirschen zwei Ölgemälde und mehrere Skizzen in einer Gaststube, die dem Maler gewidmet ist.